# Die Blaumänner
Die Blaumänner ist eine achtteilige Comedyserie des NDR, die auf zunächst drei „Heimatgeschichten“ um zwei ungleiche Handwerker basiert. Sie wurden zuerst 2005 ausgestrahlt und später um weitere Folgen ergänzt.

## Handlung
Im Mittelpunkt der Blaumänner stehen norddeutsche Alltagsgeschichten um die Freunde und Arbeitskollegen Achim Kaiser (Peter Heinrich Brix) und Piet Bauer (Jörg Schüttauf) – der eine Installateur, der andere Elektriker. Weil Piet von seiner Frau vor die Tür gesetzt wurde, teilen sich die beiden Männer nicht nur einen gemeinsamen Laden, sondern auch eine Wohnung. Als typische Vertreter des kleinen Mittelstandes und Handwerks versuchen beide den Tücken des privaten und Arbeitsalltags zu begegnen und schießen dabei meist über das Ziel hinaus. Reibung ergibt sich zwischen den beiden Figuren auch aufgrund ihres konträren Temperaments: Während Piet energetisch und aufbrausend agiert, verkörpert Achim das Prinzip Entspannung. Mit beidem geraten sie allerdings mit den Kunden und Bauherren ebenso aneinander wie mit der mehr oder weniger interessierten Damenwelt.
Die Bücher schrieben Wolfgang Limmer und Sebastian Andrae. Regie führten Guido Pieters, Lars Jessen, Peter Welz sowie Miko Zeuschner. Die Redaktion beim NDR hatten Diana Schulte-Kellinghaus und Bernhard Gleim. Die Serie ist eine Produktion von Polyphon und Polyscreen.
Alle Episoden wurden in Winsen an der Luhe und Umgebung gedreht.

## Episoden
Bisherige Episoden in der Reihenfolge der Erstausstrahlung:
1. Der Deich-Dinar
2. Der Mittelstand säuft ab
3. Litauisches Inkasso
4. Liebe unter Wechselstrom
5. Handwerk hat goldenen Boden
6. Draußen vor der Tür
7. Verrückte Sessel
8. Vatertag